# Orde van Mali

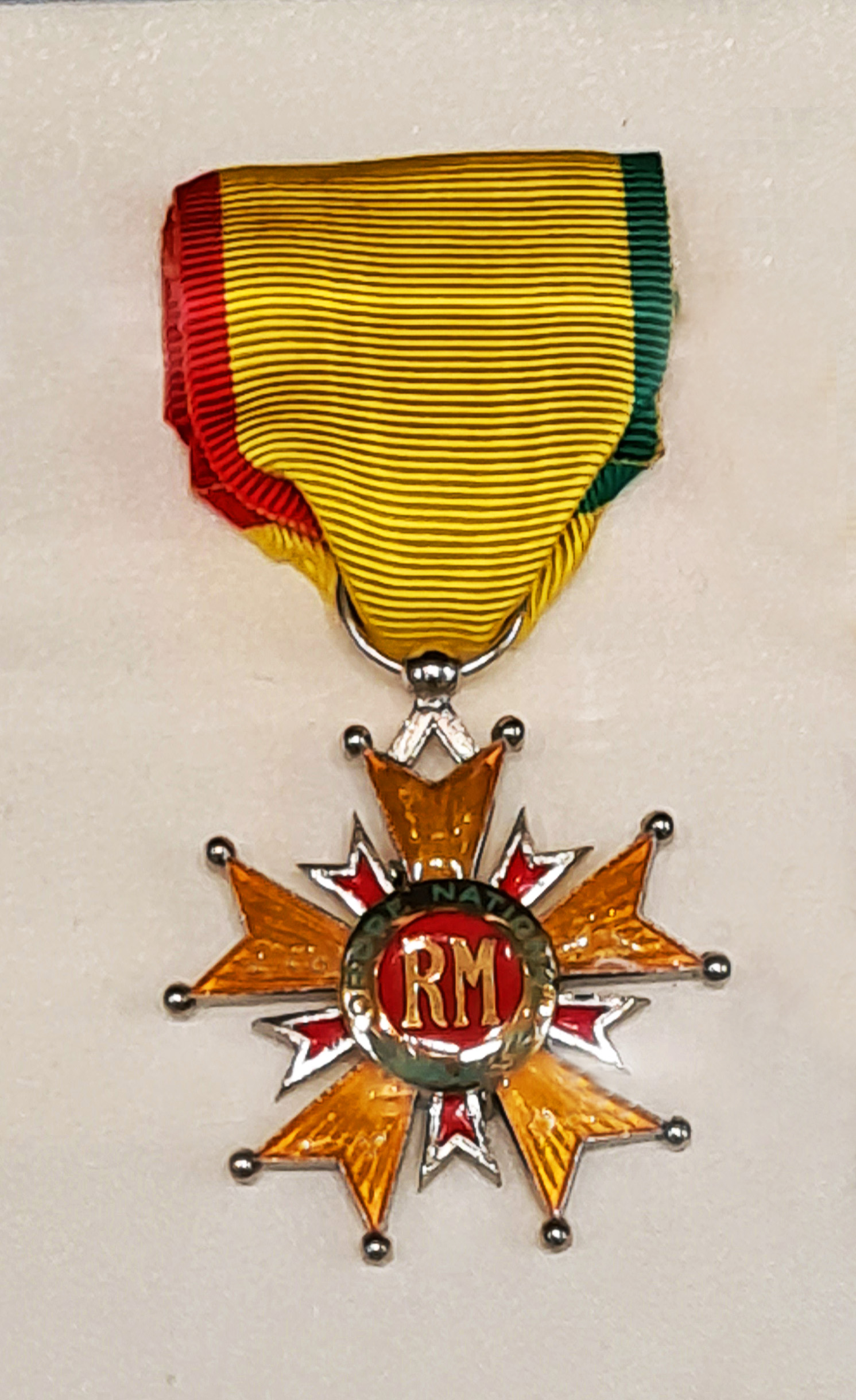
Orde van Mali

De republiek Mali heeft in 1960, na de onafhankelijkheid van Frankrijk de Nationale Orde of "Ordre National" ingesteld. Deze ridderorde wordt voor verdiensten toegekend.

## Klasse
- Grootkruis
- Grootofficier
- Commandeur
- Officier
- Ridder

## Decorati
- Akihito
- Albert II van Monaco
- Haile Selassie
- Elizabeth II van het Verenigd Koninkrijk
- Nelson Mandela
- Mohammed VI van Marokko, (Grootkruis)

| Batons van de Orde van Mali | Batons van de Orde van Mali | Batons van de Orde van Mali | Batons van de Orde van Mali | Batons van de Orde van Mali |
| --------------------------- | --------------------------- | --------------------------- | --------------------------- | --------------------------- |
| Grootkruis                  | Grootofficier               | Commandeur                  | Officier                    | Ridder                      |